# Brokencyde
BrokeNCYDE (akronim od słów Broken oraz Inside) – amerykańska grupa muzyczna z Albuquerque, (Nowy Meksyk)   wykonująca crunkcore, założona w 2006 roku. Skład Grupy to: David „Se7en” Gallegos i Michael „Mikl” Shea. Brokencyde jest jednym z zespołów, który przyczynił się do powstanie gatunku crunkcore.

## Skład
- Steven David Gallegos („Se7en”) – rap, scream - (2006–obecnie)
- Michael Shea („Mikl”) – czyste wokale - (2006–obecnie)

## Byli Członkowie
- Julian "Phat J" McLellan - (Growl, śpiew, rap) - (2007–2012)
- Anthony "Antz" Trujillo - (Programowanie, światła, scream) - (2008–2014)

## Dyskografia
| Rok  | Tytuł                                | Wytwórnia        | Data wydania     |
| ---- | ------------------------------------ | ---------------- | ---------------- |
| 2007 | The Broken                           | Seven Sound Ent. | 7 lipca 2007     |
| 2009 | I'm Not a Fan, But the Kids Like It! | Suburban Noize   | 16 czerwca 2009  |
| 2010 | Will Never Die                       | Break Silence    | 9 listopada 2010 |
| 2011 | Guilty Pleasure                      | Suburban Noize   | 8 listopada 2011 |
| 2012 | Guilty PleasureZZ                    | Suburban Noize   | 12 marca 2012    |
| 2016 | All Grown Up                         | -                | 14 lutego 2016   |
| 2018 | 0 to brokeNCYDE                      | Cleopatra record | 22 czerwca 2018  |

| Rok  | Tytuł    | Wytwórnia      | Data wydania         |
| ---- | -------- | -------------- | -------------------- |
| 2008 | BC13     | -              | 27 marca 2008        |
| 2008 | BC13 mix | -              | 28 kwietnia 2008     |
| 2008 | BC13 EP  | Suburban Noize | 21 października 2008 |

| Rok  | Tytuł                              |
| ---- | ---------------------------------- |
| 2008 | Tha $c3n3 Mixtape                  |
| 2011 | DJ Sku Presents: Brokencyde Vol. 1 |
| 2012 | The Best of BC13                   |